# Александра Римская
Александра Римская (греч. Αλεξάνδρα, царица Александра; ? — 21 апреля 303 года) — христианская святая, почитаемая как мученица. Память совершается в православной церкви 23 апреля (по юлианскому календарю), в коптской церкви — 10 апреля.

## Жизнеописание
Об Александре известно из жития Георгия Победоносца, в нём она называется царицей и женой императора Диоклетиана. Александра, видя страдания Георгия и неоднократную чудесную помощь ему от Бога, уверовала во Христа и открыто исповедовала свою веру. За это она была приговорена мужем к усечению мечом. По пути к месту казни Александра, устав, попросила воинов остановиться и, прислонившись к стене здания, мирно скончалась (по другой версии жития она, как и святой Георгий, была усечена мечом).

### Мнение историков
Женой императора Диоклетиана была Приска, о которой известно, что она действительно исповедовала христианство. Существует вероятность, что имя Александра она действительно могла получить после своего крещения. При этом у Симеона Метафраста, в Ватиканском кодексе (916 год), других византийских и латинских древних текстах Александра не называется женой Диоклетиана. Исключение составляет компиляция Феодора Дафнопата. Возможно, она являлась вдовой одного из императоров, правивших до Диоклетиана.
Попытка отождествить Александру и Приску была сделана только в XX веке. Так, в минее, изданной Московской патриархией, смерть Александры в 303 году названа мнимой и мученическая кончина отнесена к 313 году (смерть Приски). Однако эта версия не подтверждается древними каноническими житиями и восточными апокрифами.

## Почитание

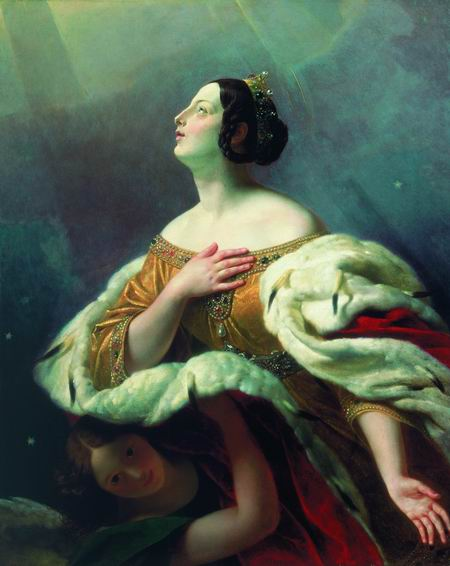
Святая царица Александра, вознесенная на небо
(Карл Брюллов, 1845)

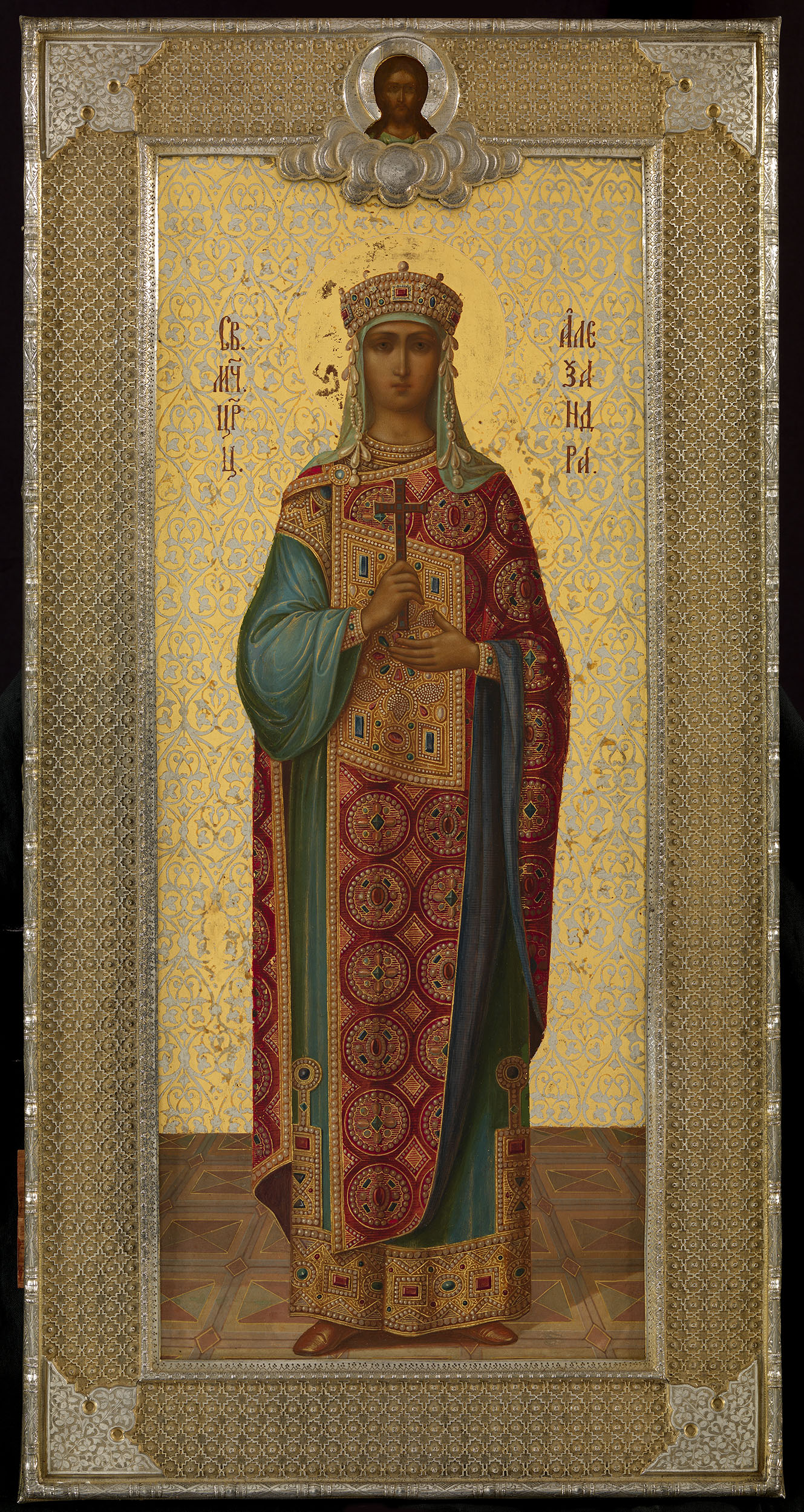
Святая царица Александра Римская. Русская икона. 1883. Частная коллекция

Дата памяти Александры известна с X века и указана в Типиконе Великой церкви и Минологии императора Василия, а также других греческих рукописях. На славянский язык краткое житие Александры было переведено в XII веке в составе Пролога Константина Мокисийского.
Греческая рукопись X века содержит канон царицы Александры 2-го гласа Феофана Начертанного, не вошедший в печатные минеи. В современной практике греческих и русской православных церквей отдельной службы Александре не предусмотрено, она упоминается в бденной службе великомученика Георгия, где в минее Русской церкви приводится ей отдельный тропарь, а в греческой службе по 6-й песне канона на утрене приводится ямбический стих святой Александре.
В иконографии встречаются как отдельные изображения святой Александры, так и в сюжетах из жития великомученика Георгия: исповедание Александрой веры перед Диоклетианом, осуждение и мученичество святого Георгия. В «Ерминии» про изображение Александры сказано в контексте сцены казни Георгия: «Поодаль… царица Александра сидит на камне, мертвая; ангел приемлет её душу». В иконописном подлиннике сообщается: «Аки Екатерина, подобием такова».
В XIX веке в России Александра Римская стала небесной покровительницей ряда императриц (Александра Фёдоровна (императрица, жена Николая I), Александра Фёдоровна (императрица, жена Николая II)). В этот период в её честь был освящён целый ряд храмов в Москве, в том числе нижний престол Церкви царевича Иоасафа в Измайлове.